# ガラタサライ女子バレーボールチーム
ガラタサライ・ダイキン (Galatasaray Daikin)は、トルコのイスタンブールを本拠地とする女子バレーボールクラブ。ガラタサライ・スポル・クリュビュ（Galatasaray Spor Kulübü）の女子バレーボール部門。

## 歴史
1922年創設。ガラタサライSKに他にはサッカー、男子バレーボール、男女バスケットボール、車椅子バスケットボール、陸上競技、コントラクトブリッジ、馬術、柔道、ボート競技、セーリング、水泳、男女水球、テニス、スーパーリーグ・フォーミュラ、ハンドボールがある。
近年は海外から有名な選手を獲得し強豪の仲間入りをしている。

## チーム名の遍歴
- ガラタサライ (1922-2010)
- ガラタサライ・メディカルパーク (2010-2011)
- ガラタサライ (2011-2012)
- ガラタサライ・ダイキン (2012-2016, 2023-)[1][2]

## 主な成績
イスタンブールリーグ
- 優勝：1959-60, 1961–62, 1962–63, 1963–64, 1964–65, 1965–66, 1977–78

 トルコリーグ
- 優勝：1960-61, 1961–62, 1962–63, 1963–64, 1965–66

## 登録選手
2024-25年シーズンの登録選手は次の通り。
| 背番号 | 名前                     | ポジション           | 身長 | 備考       |
| ------ | ------------------------ | -------------------- | ---- | ---------- |
| 2      | イルキン・アイディン     | アウトサイドヒッター | 1.83 | キャプテン |
| 4      | ブリット・ボンハールトス | セッター             | 1.85 |            |
| 5      | Eylül Yatgın             | リベロ               | 1.70 |            |
| 6      | Sude Hacımustafaoğlu     | アウトサイドヒッター | 1.80 |            |
| 7      | Ceylan Arısan            | ミドルブロッカー     | 1.90 |            |
| 8      | ヤセミン・ギュベリ       | ミドルブロッカー     | 1.90 |            |
| 9      | エリーネ・ティンメルマン | ミドルブロッカー     | 1.92 |            |
| 10     | アイチン・アキョル       | ミドルブロッカー     | 1.88 |            |
| 11     | Aslıhan Kılıç            | セッター             | 1.80 |            |
| 12     | Bihter Dumanoğlu         | リベロ               | 1.75 |            |
| 14     | アレクシア・カルタス     | オポジット           | 1.88 |            |
| 16     | Yasemin Özel             | オポジット           | 1.85 |            |
| 24     | カタリナ・ダングビッチ   | アウトサイドヒッター | 1.82 |            |
| 27     | アン・カランダゼ         | アウトサイドヒッター | 1.86 |            |

## 歴代所属選手
| - オズレム・オズチェリック - ナタリア・ハニコール - デニズ・ハクイェメズ - ネスリハン・デミル - ニハン・イエルデン - ギョクチェン・デンケル - ニライ・オズデミル - ネディナ・オネル - ギュルデニズ・オナル - エルギュル・アブジュ - ギゼム・ギュレシェン - セニイェ・ダルベレル - メリエム・ボズ - ネリマン・オズソイ - ディララ・ビルゲ - オズゲ・ユルトダギュレン - ガムゼ・クルチ - アスル・カラチ | - エレオノーラ・ロビアンコ - シモーナ・ジョーリ - カテリーナ・ボゼッティ - ナディア・チェントーニ - オガナ・ナマニ - カースティ・ジャクソン - キャサリン・ベル - ダニエル・カッティーノ - ローガン・エグルストン - エリカ・コインブラ - バレスカ・メネセス - イバナ・ジェリシロ - ブリジトカ・モルナル - ナターシャ・クルスマノビッチ - ベスナ・ツィタコビッチ - ステファナ・ベリコビッチ - ミナ・ポポビッチ - タチアナ・コシェレワ | - 佐野優子 - 木村沙織 - 田代佳奈美 - カリーナ・オカシオ - ロシル・カルデロン - マデライネ・モンターニョ - スラジャナ・エリッチ - アレシア・リキューリック - ドブリアナ・ラバジエバ - フリスティナ・ルセバ - フロールチェ・メイナース - イフォン・ベリエン - シャルロット・レイス - アンティ・バシラントナキ - アレクシア・カルタス - サーシャ・プラニンシェツ - シニアード・ジャック - タチアナ・ムドリツカヤ |

## 歴代監督
| 年        | 名前                         |
| --------- | ---------------------------- |
| 不明      | ギョクハン・チョクシェン     |
| 2007-2008 | レシャト・アルー             |
| 2008      | メフメト・ベデステンリオール |
| 2008-2011 | ギョクハン・エドゥマン       |
| 2011-2012 | ドラガン・ネシッチ           |
| 2012-2015 | マッシモ・バルボリーニ       |